# Tamworth Football Club
Il Tamworth Football Club è una società calcistica con sede a Tamworth, in Inghilterra. Attualmente milita in National League, la quinta divisione del calcio inglese.

## Storia
Nella stagione 1988-1989 il club ha vinto la FA Vase; nella stagione 2002-2003 è invece stato finalista perdente di FA Trophy. In questa stessa stagione ha inoltre vinto la Southern Football League (uno dei campionati che costituiscono la settima divisione divisione), torneo nel quale nel corso della sua storia ha inoltre conquistato due secondi posti (rispettivamente nelle stagioni 2001-2002 e 2019-2020).
Il club vincendo la Conference League North 2008-2009 ha conquistato la promozione in Conference League Premier (quinta divisione e più alto livello calcistico inglese al di fuori della Football League) per la stagione 2009-2010. Ha giocato in questa categoria per cinque stagioni consecutive, fino al termine del campionato 2013-2014.

## Allenatore
- Terry Hennessey (1973-1978)
- Gary Mills (2001-2002)
- Mark Cooper (2004-2007)
- Gary Mills (2007-2010)
- Andy Morrell (2014-2018)

## Palmarès

### Competizioni nazionali
- National League North: 2

2008-2009, 2023-2024
- Southern Football League: 2

2002-2003, 2022-2023
- FA Vase: 1

1988-1989
- Southern Football League Division One Midlands: 1

1996-1997

### Competizioni regionali
- Birmingham Senior Cup: 3

1960-1961, 1965-1966, 1968-1969
- Staffordshire Senior Cup: 4

1958-1959, 1963-1964, 1965-1966, 2001-2002

## Stadio
Gioca le partite casalinghe al The Lamb Ground.